# 线党参
线党参（学名：Codonopsis levicalyx var. hirsuticalyx）为桔梗科党参属下的一个变种。

## 扩展阅读
- 維基物種上的相關：线党参